# Skupina Elektro Maribor
Skupino Elektro Maribor sestavljata družbi Elektro Maribor d.d. ter družba OVEN Elektro Maribor d.o.o.

## Nastanek skupine
Družbe v skupini so družbe, ki morajo biti v skladu z zakonom o gospodarskih družbah vključene v konsolidirano letno poročilo. Družba Elektro Maribor kot obvladujoča družba sestavlja konsolidirane računovodske izkaze in konsolidirano letno poročilo. V konsolidacijo sta vključeni obe odvisni družbi Energija Plus in OVEN Elektro Maribor.
Skupina Elektro Maribor je nastala leta 2011 z izčlenitvijo dela družbe Elektro Maribor d.d.

## Sestava skupine
Skupino Elektro Maribor sestavljajo obvladujoča družba Elektro Maribor d.d. in dve odvisni družbi, ki sta v 100-odstotni lasti obvladujoče družbe:
- Energija plus d.o.o.,
- OVEN Elektro Maribor d.o.o.

### Elektro Maribor d.d.
Družba Elektro Maribor, podjetje za distribucijo električne energije, d.d., je sestavni del elektroenergetskega sistema Republike Slovenije in eno izmed petih podjetij za distribucijo električne energije v Republiki Sloveniji.
Osnovne dejavnosti družbe so obratovanje in tehnološki razvoj elektrodistribucijskega sistema (zagotavljanje moči in zanesljiva dobava električne energije z minimalnimi časi prekinitev zaradi lastnih vzrokov), vzdrževanje omrežja in naprav (ohranjanje kakovosti stanja distribucijskega elektroenergetskega sistema, ki omogoča obratovalne sposobnosti in oskrbe odjemalcev z električno energijo, kot je določeno s projektnimi parametri ob gradnji naprav in objektov), storitve distribucijskega omrežja (poslovni odnos z odjemalci je v vseh sistemskih storitvah gospodarske javne službe grajen na enakopraven, partnerski način, ki temelji na transparentnih, zakonitih ter fleksibilnih postopkih), elektromontažne storitve (0pravljanje elektromontažnih storitev za tuje naročnike in realizacija investicij v elektroenergetske objekte) in merilni laboratorij.
Upravljanje družbe deluje po dvotirnem sistemu upravljanja. Uprava vodi, zastopa in predstavlja družbo. Statut družbe določa, da ima uprava enega člana. Delovanje uprave nadzoruje nadzorni svet, ki ima šest članov. Štiri člane predstavnike delničarjev imenuje skupščina delničarjev z navadno večino glasov navzočih delničarjev, dva člana predstavnika delavcev pa imenuje svet delavcev. Delničarji svoje pravice v zvezi z družbo uresničujejo na skupščini.

### Energija plus d.o.o.
Družbo Energija plus je z izčlenitvijo tržne dejavnosti nakupa in prodaje električne energije leta 2011 ustanovila družba Elektro Maribor d.d. Organizirana je kot družba z omejeno odgovornostjo v 100-odstotni lasti matične družbe Elektro Maribor d.d.
Poslanstvo družbe Energija plus  je celovita oskrba odjemalcev z energenti. Najpomembnejši dejavnosti družbe sta nakup in prodaja energentov (električna energija, toplotna energija, prodaja plina in peletov) tako za gospodinjstva kakor tudi velike poslovne sisteme. V Energiji plus kupcem ponujajo in zagotavljajo učinkovito in celovito energetsko oskrbo ob sočasni skrbi za trajnostni razvoj.
Družba ima enotirni sistem upravljanja. Funkcijo nadzora opravlja predsednik uprave ustanoviteljice, ki prav tako predstavlja Skupščino družbe.
Družbo vodi, zastopa in predstavlja skladno z Aktom o ustanovitvi direktor. 

### OVEN Elektro Maribor d.o.o.
Družbo OVEN Elektro Maribor je z izčlenitvijo dejavnosti proizvodnje električne energije leta 2002 ustanovila družba Elektro Maribor d.d. Organizirana je kot družba z omejeno odgovornostjo v 100-odstotni lasti matične družbe Elektro Maribor d.d.
Družba OVEN Elektro Maribor d.o.o. upravlja s štirimi malimi hidroelektrarnami (MHE), eno srednjo hidroelektrarno (SHE) in 18 malimi fotonapetostnimi elektrarnami (MFE). Osnovne dejavnosti družbe so: proizvodnja električne energije v malih hidroelektrarnah in v fotonapetostnih elektrarnah, vzdrževanje hidroelektrarn in fotonapetostnih elektrarn, trženje povezanih produktov s področja obnovljivih virov energije (trženje v svojem imenu za tuj račun).
Družba ima enotirni sistem upravljanja. Funkcijo nadzora opravlja predsednik uprave ustanoviteljice, ki prav tako predstavlja Skupščino družbe.
Družbo vodi, zastopa in predstavlja skladno z Aktom o ustanovitvi direktor.

## Dejavnost skupine
Skupina Elektro Maribor deluje na naslednjih trgih:
- električne energije (nakup, prodaja, distribucija, učinkovita raba energije in druge storitve),
- oskrba z zemeljskim plinom,
- oskrba z daljinsko toploto,
- oskrba s peleti,
- proizvodnja električne energije (iz obnovljivih virov in iz naprav z visokim izkoristkom).

## Poslovanje skupine
Konec leta 2014 je bilo v skupini Elektro Maribor 831 zaposlenih.
V letu 2014 so znašali prihodki 178.618.598 EUR, dodana vrednost 64.546.123 EUR in EBITDA 34.870.531 EUR. Čisti poslovni izid skupine Elektro Maribor je v letu 2014 znašal 11.492.681 EUR. Glede na preteklo leto je poslovni izid boljši za 24 % oz. za 2.212.210 EUR, kar je predvsem posledica višjega poslovnega izida iz poslovanja. Denarni izid skupine je bil v letu 2014 pozitiven v višini 2.580.277 EUR.
V letu 2014 so investicijska vlaganja skupine Elektro Maribor znašala 24.786.234 EUR in so za 6 % višja kot v preteklem letu.

## Zgodovina družb v skupini
Dan ali dva pred 4. aprilom 1883 je v Mariboru zasvetila prva električna luč na Slovenskem, komaj štiri leta po izumu prve Edisonove žarnice na ogleno nitko. Električno razsvetljavo s 36 žarnicami je v svojem parnem mlinu in v stanovanjskih prostorih na Grajskem trgu uvedel mariborski podjetnik Karl Scherbaum, ki je na parni stroj (lokomobilo) namestil Siemensov dinamo. To pomeni prvo ugotovljeno tehnično uporabo električne energije na slovenskem ozemlju oziroma začetek elektrifikacije Slovenije.
Leta 1900 je Franc Neger, lastnik tovarne koles in šivalnih strojev, v svoji tovarni instaliral dinamo, ki ga je poganjal dizelski motor in ki je proizvajal električno energijo za lastne potrebe, delno pa jo je na osnovi koncesije mestne občine dobavljal 36 obrtnikom in Kralikovi tiskarni. Leta 1902 (po nekaterih virih pa leta 1909) je lastnica Plinarne v Mariboru »Vereinigte Gaswerke« zgradila v Mariboru malo elektrarno z dvema plinskima motorjema in dvema dinamo strojema, ki sta z električno energijo enosmerne napetosti 350 V polnila veliko akumulatorsko baterijo, ta pa je z enosmerno napetostjo 150 V napajala sodišče, mestno gledališče, kaznilnico, okrajno glavarstvo ter zgradbe nekaterih meščanov.
Leta 1917 (po nekaterih virih je bilo Mestno elektriško podjetje ustanovljeno šele leta 1920, po drugih pa je začelo poslovati leta 1919) je že delovalo Mestno električno podjetje Maribor (Städtische Elektrizitäts Unternehmung Marburg). Mestno električno podjetje je nadaljevalo z izgradnjo električnega omrežja in pričelo izvajati svoje osnovno poslanstvo, to je zagotavljati nemoteno in zadostno dobavo kakovostne električne energije, hkrati pa je skrbelo za postopke plačevanja in finančnega poslovanja nasploh.
Leta 1951 je bilo ustanovljeno Podjetje za distribucijo električne energije Elektro Maribor s sedežem v Mariboru. Leta 1990 se je delovna organizacija Elektro Maribor preoblikovala v podjetje v družbeni lastnini: Elektro Maribor - javno podjetje za distribucijo električne energije p.o. 20. maja 1988 se je Elektro Maribor, p.o., javno podjetje v lasti Republike Slovenije preoblikovalo v delniško družbo s polnim imenom Elektro Maribor, javno podjetje za distribucijo električne energije, d.d.
Leta 2003 je bilo ustanovljeno hčerinsko podjetje Male hidroelektrarne Elektro Maribor d.o.o. V Elektro Maribor d.d. so leta 2008 razvili blagovno znamko OVEN, ki predstavlja celovito ponudbo projektiranja in gradnje, proizvodnje in trženja električne energije iz obnovljivih virov.
S 1. decembrom 2011 je prišlo do izčlenitve tržne dejavnosti nakupa in prodaje električne energije v hčerinsko družbo Elektro Maribor Energija plus d.o.o. S tem je prodajo električne energije prevzela nova družba Energija plus d.o.o. Družba Elektro Maribor d.d. še naprej opravlja dejavnost distribucije električne energije.

## Skupina v medijih
- Večer: Skupina Elektro Maribor[mrtva povezava]
- Naš stik: Elektro Maribor uspešno znižuje svoj ogljični odtis[mrtva povezava]
- STA: Skupina Elektro Maribor.